# 檀憑之
檀 憑之（たん ひょうし、生年不詳 - 404年）は、中国の東晋の軍人。字は慶子。本貫は高平郡金郷県。

## 経歴
はじめ会稽王驃騎行参軍となった。後に桓修の下で長流参軍をつとめ、東莞郡太守を兼ね、寧遠将軍の号を加えられた。劉裕とたびたび征討をともにし、親密な情誼を結んだ。元興3年（404年）、劉裕が桓玄打倒の挙兵を行うにあたって、憑之は喪中の身であったため、喪服を着て劉裕のもとに赴いた。劉裕は憑之に建武将軍の号を与えた。桓玄の部将の皇甫敷が羅落橋にやってくると、憑之は劉裕とともにおのおの一隊を率いて攻めかけたが、敗戦し、憑之は皇甫敷の軍に殺害された。冀州刺史の位を追贈され、曲阿県公に追封された。
子に檀和之があった。

## 逸話
- 従兄の子の檀韶兄弟ら5人が幼くして孤児となったことから、憑之は自分の子のように養育していた。
- 劉裕が桓玄打倒の挙兵を行うにあたって、何無忌や魏詠之らとともに憑之のところにやってきた。人相見の晋陵の韋叟が憑之の顔を見ると驚いて、「卿には急兵の厄があります。その頃合いは三四日のことにすぎません。敵陣に深入りすることは避けて、軽々しく出てはいけません」と言った。しかし憑之は羅落橋の戦いで戦没した。

## 伝記資料
- 『晋書』巻85 列伝第55